# تگکویتس
تگکویتس (به آلمانی: Tegkwitz) یک منطقهٔ مسکونی در آلمان است که در شتارکنبرگ واقع شده‌است. تگکویتس ۳۲۸ نفر جمعیت دارد.